# Bulbocerca nigra
Bulbocerca nigra är en insektsart som beskrevs av Ross 2003. Bulbocerca nigra ingår i släktet Bulbocerca och familjen Anisembiidae. Inga underarter finns listade i Catalogue of Life.